# Martín Tenemás
Martín Tenemás Gutiérrez (lima,19 de julio de 1985) es un exfutbolista peruano. Jugaba de lateral derecho y se formó en las divisiones menores del Deportivo Municipal.y alianza lima. En el  2005 jugó por la selección peruana en la Copa Kirin. dirigió academias como san martin, cienciano, ucv y actualmente dirige en la ONG villa sin fronteras donde además es el presidente. 

## Clubes
| Club                      | País     | Año       |
| ------------------------- | -------- | --------- |
| Alianza Lima              | Perú     | 2003-2004 |
| Atlético Universidad      | Perú     | 2005      |
| Alianza Atlético          | Perú     | 2006-2007 |
| Alianza Lima              | Perú     | 2008      |
| Total Chalaco             | Perú     | 2009      |
| Inti Gas                  | Perú     | 2009-2010 |
| Juan Aurich               | Perú     | 2011      |
| Alianza Atlético          | Perú     | 2011      |
| Universidad César Vallejo | Perú     | 2012      |
| Cerro Porteño PF          | Paraguay | 2013      |
| Defensor San Alejandro    | Perú     | 2013      |
| Alianza Universidad       | Perú     | 2014      |

## Palmarés

### Torneos nacionales
| Título                    | Club                      | País         | Año  |      |
| ------------------------- | ------------------------- | ------------ | ---- | ---- |
| Primera División del Perú | Juan Aurich               | Perú         |      |      |
| 2011                      | Primera División del Perú | Alianza Lima | Perú | 2003 |
| Primera División del Perú | Alianza Lima              | Perú         | 2004 |      |